# Protoholozoa australiensis
Protoholozoa australiensis är en sjöpungsart som beskrevs av Kott 1992. Protoholozoa australiensis ingår i släktet Protoholozoa och familjen Holozoidae. Inga underarter finns listade i Catalogue of Life.